# Bahía Fildes/Guardia Nacional
La bahía Fildes, bahía Guardia Nacional o bahía Maxwell está ubicada en la isla Rey Jorge o isla 25 de Mayo, en las islas Shetland del Sur en la Antártida. Se encuentra localizada a cuatro kilómetros al sudeste de Villa Las Estrellas y a cuatro kilómetros al oeste de la Base Carlini (ex Jubany).

## Clima y vegetación
La temperatura media en la temporada estival no suele superar los 0 °C, mientras que en invierno es de –12 °C, aproximadamente. Las precipitaciones son en forma de nieve, aunque también puede precipitar en forma de lluvia durante el verano. La precipitación anual ronda los 1250 mm. 
Uno de los variados atractivos turísticos de la isla son los pingüinos Aptenodytes forsteri, ya que existe un gran número de ejemplares.
También pueden verse en la zona ballenas y loberas, las cuales son de un tipo de clima antártico y se adaptan bien a estas condiciones.

## Vías de acceso
Para los turistas la única forma para poder acceder a esta bahía por vía marítima es con Zodiacs, partiendo desde Punta Arenas, Puerto Williams o Ushuaia a través de cruceros.
Por vía aérea desde el Aeropuerto Presidente Carlos Ibáñez del Campo, en Punta Arenas, hasta el Aeródromo Teniente Marsh de la Base Presidente Eduardo Frei Montalva en la isla Rey Jorge, conocida por su gran biodiversidad submarina.

## Reclamaciones territoriales
Argentina incluye a la bahía en el departamento Antártida Argentina dentro de la provincia de Tierra del Fuego, Antártida e Islas del Atlántico Sur; para Chile forma parte de la comuna Antártica de la provincia Antártica Chilena dentro de la Región de Magallanes y de la Antártica Chilena, y para el Reino Unido integra el Territorio Antártico Británico. Las tres reclamaciones están sujetas a los términos del Tratado Antártico.

### Nomenclatura
- Argentina: bahía Guardia Nacional de la isla 25 de Mayo
- Chile: bahía Fildes de la isla Rey Jorge
- Reino Unido: Maxwell bay de la King George Island